# Rasvumite
La rasvumite è un minerale.